# 약양
약양(櫟陽, 중국어: 栎阳, 병음: Yuèyáng)은 기원전 383년부터 기원전 350년까지 진나라의 수도였던 고대 도시이다. 진 헌공 때 옹(雍)에서 옮겨 수도로 삼았으며, 진 효공때 상앙이 변법을 실시하면서 수도를 함양으로 옮겼다. 현재의 산시성 시안시 옌량구에 해당한다.

## 같이 보기
- 옹성
- 진나라
- 옌량구